# لينا فرانسيس إدواردز
لينا فرانسيس إدواردز (بالإنجليزية: Lena Frances Edwards)‏ هي طبيبة أمريكية، ولدت في 17 سبتمبر 1900 في واشنطن العاصمة في الولايات المتحدة، وتوفيت في 3 ديسمبر 1986 في بلدة ليكوود ‏ في الولايات المتحدة.

## السيرة الذاتية
وُلدت إدواردز في واشنطن العاصمة في 17 سبتمبر عام 1900. وكانت ابنة طبيب الأسنان وجراح الفم توماس إدواردز ووالدتها ماري كوكلي إدواردز، ربة منزل.
كانت إدواردز طالبة متفوقة في صفها في مدرسة دنبار الثانوية في واشنطن عام 1917. أكملت دراسة المرحلة الجامعية في جامعة هوارد في ثلاث سنوات، وتخرجت من كلية الطب بجامعة هوارد في عام 1924. بينما انضم هوارد إدواردز انضمت إلى دلتا سيغما ثيتا، وعملت كرئيسة فصل من 1920-1921. تزوجت هي وكيث ماديسون، وكان زميلها في كلية الطب، بعد تخرجهما. أنجبا ستة أطفال معًا بين عامي 1925 و 1939. انفصلت عن ماديسون في عام 1947.
توفيت إدواردز في عام 1986 في ليكوود، في نيو جيرسي.

## مسيرتها المهنية الطبية
في عام 1925، انتقلت إدواردز وزوجها إلى جيرسي سيتي، في نيو جيرسي، ودخل كل منهما مجال الممارسة الطبية. أصبحت متحدثة عن الصحة العامة ومدافعة عن الولادة الطبيعية أثناء خدمتها لمجتمع المهاجرين الأوروبيين في مقاطعة هدسون في نيو جيرسي. في عام 1931، انضمت إلى العاملين في مستشفى مارغريت هيغ في جيرسي سيتي، ولكن عرقها ونوعها الاجتماعي اعتُبرت عوائق للتقدمها المهني، لم يتم قبولها للإقامة في طب النساء والتوليد هناك حتى عام 1945.
عادت إدواردز إلى واشنطن في عام 1954 ودرّست علم التوليد في كلية الطب بجامعة هوارد. لم تكن لتقبل منصبًا كرئيس للقسم بسبب اعتراضها الديني على الإجهاض. كانت المستشارة الطبية للرابطة الوطنية لنوادي النساء الملونات وترأست لجنة رعاية الأمومة في رابطة كولومبيا المدنية.
في سن الستين، ساعدت إدواردز في تأسيس عيادة سيدة غوادلوب للأمومة في هيريفورد، في تكساس، وهي بعثة تخدم أسر العمال المهاجرين المكسيكيين. خدمت في البعثة حتى عام 1965، عندما دفعتها إصابتها بنوبة قلبية إلى المغادرة والعودة إلى واشنطن. عملت هناك في مكتب الفرص الاقتصادية وبرنامج هيد ستارت حتى تقاعدها في عام 1970.

## الحياة الدينية
كانت إدواردز من الأتباع المخلصين للديانة المسيحية الكاثوليكية طوال حياتها. في عام 1947 أصبحت عضوًا غير مهنيًا في الأخوية الثالثة للقديس فرنسيس. انضم ابنها توماس ماديسون إلى الرهبان الفرنسيسكان لجمعية الغفران في عام 1953 وحمل الاسم الديني مارتن، وقد رُسِّم ككاهن في عام 1962، وكان أول كاهن أمريكي من أصل أفريقي يعين في جمعية الغفران.

## التكريم والميراث
اعتُرف بخدمتها من قبل الرئيس ليندون جونسون في عام 1964، عندما مُنحت وسام الحرية الرئاسي. في عام 1966 حصلت على درجة فخرية من كلية سانت بيتر، في نيو جيرسي. وحصلت على ميدالية بوفيريلو في عام 1967.